# Seznam medailistů na mistrovství světa ve vodním slalomu – kajak ženy
Tento seznam uvádí přehled medailistek na mistrovství světa ve vodním slalomu v závodech na kajaku, které byly na program světových šampionátů zařazeny v roce 1949.

## K1
V letech 1949–1963 byl používán skládací kajak.

| Rok  | Místo                     | Zlato                     | Stříbro                   | Bronz                          |
| ---- | ------------------------- | ------------------------- | ------------------------- | ------------------------------ |
| 1949 | Ženeva                    | Heidi Pillweinová         | Fritzi Schwinglová        | Gerti Pertlwieserová           |
| 1951 | Steyr                     | Gerti Pertlwieserová      | Fritzi Schwinglová        | Anni Reifingerová              |
| 1953 | Merano                    | Fritzi Schwinglová        | Eva Setzkornová           | Dana Martanová                 |
| 1955 | Lublaň                    | Rosemarie Biesingerová    | Karin Tietzeová           | Eva Setzkornová                |
| 1957 | Augsburg                  | Brigitte Magnusová        | Eva Setzkornová           | Annaliese Seidelová            |
| 1959 | Ženeva                    | Hilde Urbaniaková         | Anneliese Bauerová        | Inge Walthemateová             |
| 1961 | Hainsberg                 | Ludmila Veberová          | Anneliese Bauerová        | Ute Strompelová                |
| 1963 | Spittal an der Drau       | Ludmila Veberová          | Ursula Gläserová          | Jana Zvěřinová                 |
| 1965 | Spittal an der Drau       | Ursula Gläserová          | Lia Merkelová             | Bärbel Körnerová               |
| 1967 | Lipno nad Vltavou         | Ludmila Polesná           | Lia Merkelová             | Bärbel Richterová              |
| 1969 | Bourg-Saint-Maurice       | Ludmila Polesná           | Ulrike Deppeová           | Jana Zvěřinová                 |
| 1971 | Merano                    | Angelika Bahmannová       | Ludmila Polesná           | Veronika Stampeová             |
| 1973 | Muotathal                 | Sybille Spindlerová       | Maria Ćwiertniewiczová    | Martina Falkeová               |
| 1975 | Skopje                    | Maria Ćwiertniewiczová    | Ulrike Deppeová           | Angelika Bahmannová            |
| 1977 | Spittal an der Drau       | Angelika Bahmannová       | Petra Krolová             | Linda Harrisonová              |
| 1979 | Jonquière                 | Cathy Hearnová            | Elizabeth Sharmanová      | Linda Harrisonová              |
| 1981 | Bala                      | Ulrike Deppeová           | Cathy Hearnová            | Jocelyne Roupiozová            |
| 1983 | Merano                    | Elizabeth Sharmanová      | Jane Rodericková          | Marie-Françoise Grangeová      |
| 1985 | Augsburg                  | Margit Messelhäuserová    | Marie-Françoise Grangeová | Gail Allenová                  |
| 1987 | Bourg-Saint-Maurice       | Elizabeth Sharmanová      | Myriam Jérusalmiová       | Elisabeth Michelerová          |
| 1989 | řeka Savage               | Myriam Jérusalmiová       | Dana Chladeková           | Cathy Hearnová                 |
| 1991 | Lublaň                    | Elisabeth Michelerová     | Dana Chladeková           | Kordula Striepeckeová          |
| 1993 | Mezzana                   | Myriam Jérusalmiová       | Anne Boixelová            | Marianne Agulhonová            |
| 1995 | Nottingham                | Lynn Simpsonová           | Anne Boixelová            | Kordula Striepeckeová          |
| 1997 | Três Coroas               | Brigitte Guibalová        | Štěpánka Hilgertová       | Cathy Hearnová                 |
| 1999 | La Seu d'Urgell           | Štěpánka Hilgertová       | Beata Grzesiková          | Sandra Friedliová              |
| 2002 | Bourg-Saint-Maurice       | Rebecca Giddensová        | Mandy Planertová          | Maria Cristina Giai Pronová    |
| 2003 | Augsburg                  | Štěpánka Hilgertová       | Jennifer Bongardtová      | Rebecca Giddensová             |
| 2005 | Penrith                   | Elena Kaliská             | Mandy Planertová          | Peggy Dickensová               |
| 2006 | Praha                     | Jana Dukátová             | Fiona Pennieová           | Jennifer Bongardtová           |
| 2007 | Foz do Iguaçu             | Jennifer Bongardtová      | Elena Kaliská             | Štěpánka Hilgertová            |
| 2009 | La Seu d'Urgell           | Jasmin Schornbergová      | Maialen Chourrautová      | Elizabeth Neaveová             |
| 2010 | Lublaň                    | Corinna Kuhnleová         | Jana Dukátová             | Violetta Oblingerová-Petersová |
| 2011 | Bratislava                | Corinna Kuhnleová         | Jana Dukátová             | Maialen Chourrautová           |
| 2013 | Praha                     | Émilie Ferová             | Nouria Newmanová          | Jasmin Schornbergová           |
| 2014 | Deep Creek Lake           | Jessica Foxová            | Fiona Pennieová           | Melanie Pfeiferová             |
| 2015 | Londýn                    | Kateřina Kudějová         | Ricarda Funková           | Melanie Pfeiferová             |
| 2017 | Pau                       | Jessica Foxová            | Jana Dukátová             | Ricarda Funková                |
| 2018 | Rio de Janeiro            | Jessica Foxová            | Mallory Franklinová       | Ricarda Funková                |
| 2019 | La Seu d'Urgell           | Eva Terčeljová            | Jessica Foxová            | Luuka Jonesová                 |
| 2020 | Nejelo se kvůli covidu-19 | Nejelo se kvůli covidu-19 | Nejelo se kvůli covidu-19 |                                |
| 2021 | Bratislava                | Ricarda Funková           | Elena Apelová             | Kimberley Woodsová             |
| 2022 | Augsburg                  | Ricarda Funková           | Jessica Foxová            | Elena Liliková                 |
| 2023 | Londýn                    | Jessica Foxová            | Eliška Mintálová          | Klaudia Zwolińska              |

## K1 hlídky
V letech 1949–1963 byl používán skládací kajak. V roce 1961 nebyl závod pořádán.

| Rok  | Místo                     | Zlato                                                                           | Stříbro                                                                           | Bronz                                                                      |
| ---- | ------------------------- | ------------------------------------------------------------------------------- | --------------------------------------------------------------------------------- | -------------------------------------------------------------------------- |
| 1949 | Ženeva                    | Rakousko Heidi Pillweinová Fritzi Schwinglová Gerti Pertlwieserová              | Švýcarsko Marie Fromaigeatová Elsa Oderholzová Janine Mauletová                   | —                                                                          |
| 1951 | Steyr                     | Rakousko Gerti Pertlwieserová Fritzi Schwinglová Heidi Pillweinová              | Západní Německo Anni Reifingerová Liesl Fischerová Anni Anwanderová               | Švýcarsko Eva Specková Elsa Oderholzová Madeleine Zimmermannová            |
| 1953 | Merano                    | Československo Jaroslava Havlová Dana Martanová Květa Havlová                   | Východní Německo Anneliese Borwitzová Eveline Pawliczeková Eva Setzkornová        | Rakousko Ulrike Wernerová Gertrude Willová Fritzi Schwinglová              |
| 1955 | Lublaň                    | Východní Německo Eva Setzkornová Elfriede Hugová Karin Tietzeová                | Západní Německo Rosemarie Biesingerová Anni Reifingerová Hanni Schulteová         | Československo Jaroslava Havlová Květa Havlová Renata Knýová               |
| 1957 | Augsburg                  | Východní Německo Elfriede Hugová Eva Setzkornová Brigitte Magnusová             | Západní Německo Inge Walthemateová Rosemarie Biesingerová Hanni Schulteová        | Rakousko Hella Philipsová Gertrude Stöllnerová Fritzi Schwinglová          |
| 1959 | Ženeva                    | Východní Německo Ursula Gläserová Eva Setzkornová Elfriede Hugová               | —                                                                                 | —                                                                          |
| 1963 | Spittal an der Drau       | Východní Německo Anneliese Bauerová Ursula Gläserová Lia Merkelová              | Československo Jana Zvěřinová Renata Knýová Ludmila Veberová                      | —                                                                          |
| 1965 | Spittal an der Drau       | Východní Německo Ursula Gläserová Bärbel Richterová Lia Merkelová               | Československo Bohumila Kapplová Renata Knýová Ludmila Polesná                    | Západní Německo Heide Boikatová Bärbel Körnerová Kirsten Schmidtová        |
| 1967 | Lipno nad Vltavou         | Východní Německo Bärbel Richterová Dagmar Sickertová Helga Luberová             | Československo Jana Zvěřinová Bohumila Kapplová Ludmila Polesná                   | Západní Německo Bärbel Körnerová Heide Schröterová Kirsten Stumpfová       |
| 1969 | Bourg-Saint-Maurice       | Západní Německo Ulrike Deppeová Bärbel Körnerová Brigitte Schwacková            | Československo Bohumila Kapplová Ludmila Polesná Jana Zvěřinová                   | —                                                                          |
| 1971 | Merano                    | Východní Německo Angelika Bahmannová Veronika Stampeová Dagmar Kristeová        | Západní Německo Ursula Heinrichová Ulrike Deppeová Bärbel Körnerová               | Československo Bohumila Kapplová Ludmila Polesná Irena Komancová           |
| 1973 | Muotathal                 | USA Candice Clarková Louise Holcombeová Lynn Ashtonová                          | Švýcarsko Elisabeth Käserová Danielle Kamberová Eva Karelová                      | Východní Německo Sybille Spindlerová Marion Baumanová Martina Falkeová     |
| 1975 | Skopje                    | Švýcarsko Elisabeth Käserová Danielle Kamberová Cornelia Bachofnerová           | Východní Německo Angelika Bahmannová Petra Krolová Marion Baumanová               | Československo Ludmila Polesná Bohumila Kapplová Jana Kubovčáková          |
| 1977 | Spittal an der Drau       | Švýcarsko Elisabeth Käserová Kathrin Weissová Claire Costaová                   | Východní Německo Angelika Bahmannová Birgit Feydtová Petra Krolová                | USA Cathy Hearnová Jean Campbellová Linda Harrisonová                      |
| 1979 | Jonquière                 | USA Cathy Hearnová Linda Harrisonová Becky Juddová                              | Západní Německo Ulrike Deppeová Elke Dietzeová Gabriele Köllmannová               | Švýcarsko Kathrin Weissová Sabine Weissová Alena Kuceraová                 |
| 1981 | Bala                      | Západní Německo Ulrike Deppeová Susanne Erbersová Gabriele Köllmannová          | Spojené království Elizabeth Sharmanová Jane Rodericková Susan Smallová           | USA Linda Harrisonová Cathy Hearnová Yuri Kusudaová                        |
| 1983 | Merano                    | Francie Marie-Françoise Grangeová Sylvie Arnaudová Myriam Jérusalmiová          | Spojené království Elizabeth Sharmanová Jane Rodericková Susan Garriocková        | Československo Marcela Košťálová Eva Stavarová Marcela Kubričanová         |
| 1985 | Augsburg                  | Francie Sylvie Arnaudová Marie-Françoise Grangeová Myriam Jérusalmiová          | Západní Německo Gabi Schmidová Margit Messelhäuserová Ulla Steinleová             | Spojené království Elizabeth Sharmanová Gail Allenová Karen Daviesová      |
| 1987 | Bourg-Saint-Maurice       | Západní Německo Margit Messelhäuserová Ulla Steinleová Elisabeth Michelerová    | Francie Myriam Jérusalmiová Marie-Françoise Grangeová-Prigentová Sylvie Arnaudová | USA Cathy Hearnová Dana Chladeková Maylon Hanoldová                        |
| 1989 | řeka Savage               | Francie Myriam Jérusalmiová Marie-Françoise Grangeová-Prigentová Anne Boixelová | USA Dana Chladeková Cathy Hearnová Jennifer Stoneová                              | Československo Zdenka Grossmannová Štěpánka Hilgertová Marcela Hilgertová  |
| 1991 | Lublaň                    | Francie Myriam Jérusalmiová Anouk Loubieová Marianne Agulhonová                 | Československo Zdenka Grossmannová Štěpánka Hilgertová Marcela Sadilová           | USA Kirsten Brownová-Fleshmanová Dana Chladeková Kara Ruppelová            |
| 1993 | Mezzana                   | Francie Myriam Jérusalmiová Sylvie Lepeltierová Anne Boixelová                  | USA Jana Freeburnová Cathy Hearnová Dana Chladeková                               | Spojené království Maria Lundová Rachel Crosbeeová Lynn Simpsonová         |
| 1995 | Nottingham                | Francie Anne Boixelová Myriam Jérusalmiová Isabelle Despresová                  | Spojené království Lynn Simpsonová Rachel Crosbeeová Heather Corrieová            | Německo Evi Hussová Elisabeth Michelerová-Jonesová Kordula Striepeckeová   |
| 1997 | Três Coroas               | Německo Evi Hussová Kordula Striepeckeová Mandy Planertová                      | Francie Anouk Loubieová Anne Boixelová Brigitte Guibalová                         | Spojené království Rachel Crosbeeová Lynn Simpsonová Heather Corrieová     |
| 1999 | La Seu d'Urgell           | Německo Susanne Hirtová Evi Hussová Mandy Planertová                            | USA Mary Marshall Seaverová Rebecca Bennettová Sarah Leithová                     | Spojené království Heather Corrieová Rachel Crosbeeová Amy Cassonová       |
| 2002 | Bourg-Saint-Maurice       | Francie Aline Tornareová Mathilde Picheryová Anne-Lise Bardetová                | Česko Marie Řihošková Marcela Sadilová Irena Pavelková                            | Spojené království Helen Reevesová Laura Blakemanová Heather Corrieová     |
| 2003 | Augsburg                  | Česko Štěpánka Hilgertová Vanda Semerádová Irena Pavelková                      | Německo Jennifer Bongardtová Claudia Bärová Mandy Planertová                      | Spojené království Helen Reevesová Heather Corrieová Laura Blakemanová     |
| 2005 | Penrith                   | Česko Irena Pavelková Marcela Sadilová Štěpánka Hilgertová                      | Spojené království Heather Corrieová Kimberley Walshová Laura Blakemanová         | Rakousko Julia Schmidová Corinna Kuhnleová Violetta Oblingerová-Petersová  |
| 2006 | Praha                     | Francie Mathilde Picheryová Émilie Ferová Marie Gaspardová                      | Česko Štěpánka Hilgertová Irena Pavelková Marie Řihošková                         | Německo Jennifer Bongardtová Claudia Bärová Jasmin Schornbergová           |
| 2007 | Foz do Iguaçu             | Německo Jennifer Bongardtová Mandy Planertová Jasmin Schornbergová              | Česko Štěpánka Hilgertová Irena Pavelková Marcela Sadilová                        | Spojené království Fiona Pennieová Laura Blakemanová Elizabeth Neaveová    |
| 2009 | La Seu d'Urgell           | Spojené království Elizabeth Neaveová Louise Doningtonová Laura Blakemanová     | Slovensko Jana Dukátová Elena Kaliská Gabriela Stacherová                         | Německo Jasmin Schornbergová Claudia Bärová Jacqueline Hornová             |
| 2010 | Lublaň                    | Česko Štěpánka Hilgertová Irena Pavelková Marie Řihošková                       | Německo Jennifer Bongardtová Jasmin Schornbergová Melanie Pfeiferová              | Slovinsko Eva Terčeljová Nina Mozetičová Urša Krageljová                   |
| 2011 | Bratislava                | Slovensko Elena Kaliská Jana Dukátová Dana Mannová                              | Česko Štěpánka Hilgertová Irena Pavelková Kateřina Kudějová                       | Německo Jasmin Schornbergová Melanie Pfeiferová Claudia Bärová             |
| 2013 | Praha                     | Česko Štěpánka Hilgertová Kateřina Kudějová Eva Ornstová                        | Německo Jasmin Schornbergová Claudia Bärová Cindy Pöschelová                      | Slovinsko Urša Krageljová Eva Terčeljová Ajda Novaková                     |
| 2014 | Deep Creek Lake           | Francie Carole Bouzidiová Nouria Newmanová Émilie Ferová                        | Rakousko Corinna Kuhnleová Lisa Leitnerová Viktoria Wolffhardtová                 | Slovensko Elena Kaliská Jana Dukátová Kristína Nevařilová                  |
| 2015 | Londýn                    | Česko Kateřina Kudějová Veronika Vojtová Štěpánka Hilgertová                    | Spojené království Fiona Pennieová Kimberley Woodsová Elizabeth Neaveová          | Francie Carole Bouzidiová Marie-Zélia Lafontová Émilie Ferová              |
| 2017 | Pau                       | Německo Jasmin Schornbergová Ricarda Funková Lisa Fritscheová                   | Rakousko Corinna Kuhnleová Lisa Leitnerová Viktoria Wolffhardtová                 | Austrálie Jessica Foxová Rosalyn Lawrenceová Kate Eckhardtová              |
| 2018 | Rio de Janeiro            | Francie Lucie Bauduová Marie-Zélia Lafontová Camille Prigentová                 | Německo Ricarda Funková Jasmin Schornbergová Lisa Fritscheová                     | Spojené království Mallory Franklinová Fiona Pennieová Kimberley Woodsová  |
| 2019 | La Seu d'Urgell           | Spojené království Mallory Franklinová Fiona Pennieová Kimberley Woodsová       | Česko Kateřina Kudějová Veronika Vojtová Amálie Hilgertová                        | Rusko Ekaterina Perova Marta Kharitonova Alsu Minazova                     |
| 2020 | Nejelo se kvůli covidu-19 | Nejelo se kvůli covidu-19                                                       | Nejelo se kvůli covidu-19                                                         |                                                                            |
| 2021 | Bratislava                | Spojené království Kimberley Woodsová Fiona Pennieová Mallory Franklinová       | Česko Kateřina Kudějová Antonie Galušková Lucie Nesnídalová                       | Slovensko Eliška Mintálová Jana Dukátová Soňa Stanovská                    |
| 2022 | Augsburg                  | Německo Ricarda Funková Elena Liliková Jasmin Schornbergová                     | Slovinsko Eva Terčeljová Eva Alina Hočevarová Ajda Novaková                       | Polsko Klaudia Zwolińska Natalia Pacierpniková Dominika Brzeska            |
| 2023 | Londýn                    | Austrálie Jessica Foxová Noemie Foxová Kate Eckhardtová                         | Španělsko Maialen Chourrautová Laia Sorribesová Olatz Arreguiová                  | Spojené království Mallory Franklinová Kimberley Woodsová Phoebe Spicerová |

## Kajak extrémní
| Rok  | Místo                     | Zlato                     | Stříbro                   | Bronz                      |
| ---- | ------------------------- | ------------------------- | ------------------------- | -------------------------- |
| 2017 | Pau                       | Caroline Trompeterová     | Ana Sátilaová             | Amálie Hilgertová          |
| 2018 | Rio de Janeiro            | Ana Sátilaová             | Martina Wegmanová         | Polina Mukhgaleeva         |
| 2019 | La Seu d'Urgell           | Veronika Vojtová          | Polina Mukhgaleeva        | Caroline Trompeterová      |
| 2020 | Nejelo se kvůli covidu-19 | Nejelo se kvůli covidu-19 | Nejelo se kvůli covidu-19 |                            |
| 2021 | Bratislava                | Jessica Foxová            | Elena Apelová             | Evy Leibfarthová           |
| 2022 | Augsburg                  | Jessica Foxová            | Kimberley Woodsová        | Mònica Dòria Vilarrublaová |
| 2023 | Londýn                    | Kimberley Woodsová        | Camille Prigentová        | Eva Terčeljová             |